# Заградець (Іванчна Гориця)
Заградець (словен. Zagradec) — поселення в общині Іванчна Гориця, Осреднєсловенський регіон, Словенія. Висота над рівнем моря: 261,5 м.